# Царска милост
„Царска милост“ е български игрален филм (драма) от 1962 година на режисьора Стефан Сърчаджиев, по сценарий на Камен Зидаров. Оператор е Георги Славчев. Музиката във филма е композирана от Любомир Пипков.

## Актьорски състав
- Иванка Димитрова – Ирина Радионова
- Иван Димов – Дойчин Радионов
- Цено Кандов – Цар Фердинанд
- Милен Колев – Боян Радионов
- Анастасия Бакърджиева – Вяра Радионова
- Лиляна Ботева – Светла Палавеева
- Иван Хаджирачев – Никола Челебиев
- Йордан Спасов – Подполковник Харбов
- Иван Стефанов – Капитан Ясен Каролев
- Георги Попов – Стоян Войводата
- Иванка Ангелова – Черната Мария
- Виктор Данченко – Дамян Демирев

В епизодите:
- Любомир Бобчевски (като Л. Бобчевски) -полковникът, началник на съда
- Стефан Великов (като Ст. Великов)
- Цветана Димитрова (като Цв. Димитрова)
- Стойчо Мазгалов (като Ст. Мъзгалов) -анархистът, който изпраща Вяра
- В. Симеонов
- Д. Спасов
- Б. Сърчаджиев
- Д. Енгьозов
- Емил Стефанов (като Ем. Стефанов)
- Б. Аврамов
- Л. Желязков
- Н. Дачев
- Л. Калинов
- Нино Луканов
- Иван Обретенов - войник от Забравения полк